# Magadinovac
Magadinovac – wieś w Chorwacji, w żupanii virowiticko-podrawskiej, w mieście Orahovica. W 2011 roku liczyła 11 mieszkańców.